# I tre furfanti (film 1942)
I tre furfanti (Larceny, Inc.) è un film del 1942 diretto da Lloyd Bacon. Viene distribuito in Italia solo nel 1950.

## Trama
Maxwell e altri due amici usciti da poco di prigione decidono di rilevare un negozio di valigie che ha l'enorme pregio di essere di fianco ad una banca con il proposito di scavare un tunnel ed entrare nella cassaforte. Mentre preparano il colpo la valigeria ingrana e gli affari vanno così bene che pensano di lasciar perdere, se non fosse per un altro ladro come loro che vuole convincerli a portare a termine l'impresa...